# Tinian Channel
Tinian Channel är ett sund i Nordmarianerna (USA). Det ligger i den södra delen av Nordmarianerna och skiljer ön Aguijan från Tinian.